# Die Linke Rheinland-Pfalz
Die Linke Rheinland-Pfalz (Eigenschreibweise: DIE LINKE. Rheinland-Pfalz) ist der Landesverband der deutschen Partei Die Linke im Bundesland Rheinland-Pfalz. Die Partei entstand 2007 aus dem Zusammenschluss der Landesverbände von WASG und PDS.

## Organisation und Struktur
Die Linke Rheinland-Pfalz organisiert sich in Basisgruppen und in örtlichen Verbänden. Diese bilden zusammen 30 Kreisverbände. Das höchste Organ ist der Landesparteitag, der für zwei Jahre gewählt wird. Die wichtigsten Führungsorgane der Partei sind der Landesvorstand und der Landesausschuss.
Zur Parteiorganisation gehören zudem Arbeitsgemeinschaften, Arbeitskreise und Foren, in denen sich Mitglieder der Partei und Nichtmitglieder mit Interesse an bestimmten Themen offiziell zusammenschließen können.
Im Landesverband Rheinland-Pfalz sind folgende Parteiflügel aktiv:
- Antikapitalistische Linke Rheinland-Pfalz (AKL)
- Sozialistische Linke Rheinland-Pfalz (SL)
- Kommunistische Plattform Rheinland-Pfalz (KPF)[4]
- Forum Demokratischer Sozialismus Rheinland-Pfalz (fds)
- Ökologische Plattform Rheinland-Pfalz (ÖPF)

Darüber hinaus bestehen folgende Arbeitsgemeinschaften:
- AG Betrieb & Gewerkschaft
- LAG Grundeinkommen
- LAG LISA
- LAG Queer
- LAG Selbstbestimmte Behindertenpolitik[5]

Die Linksjugend ('solid) ist der Landes-Jugendverband der Partei. Die Rosa-Luxemburg-Stiftung Rheinland-Pfalz ist ein parteinaher Bildungsverein im Stiftungsverbund der Rosa-Luxemburg-Stiftung.

## Landesvorsitzende
Seit der Gründung des Landesverbandes infolge des Zusammenschlusses von WASG und Linkspartei.PDS amtierten die folgenden Personen als Landesvorsitzende:
- 2007–2008: Heidemarie Racké, Alexander Ulrich[8]
- 2008–2010: Kathrin Senger-Schäfer, Alexander Ulrich[9]
- 2010–2012: Elke Theisinger-Hinkel, Wolfgang Ferner[10]
- 2012–2013: Katrin Werner, Wolfgang Ferner, Alexandra Erikson, Alexander Ulrich (vierköpfiger Sprecherrat)[11]
- 2013–2016: Katrin Werner, Alexander Ulrich[12]
- 2016–2021: Katrin Werner, Jochen Bülow[13]
- 2021–2022: Melanie Wery-Sims (bis zu ihrem Parteiaustritt am 1. August 2022), Stefan Glander[14]
- 2022–2023: Natalie Brosch, Stefan Glander[15]
- 2023–2024: Stefan Glander[16]
- Seit 2024: Rebecca Ruppert und Dave Koch

## Wahlergebnisse

### Landtagswahlen
| Wahltermin    | Ergebnis in % | Landesstimmen | Name      |
| ------------- | ------------- | ------------- | --------- |
| 27. März 2011 | 3,0 %         | 56.054        | Die Linke |
| 13. März 2016 | 2,8 %         | 59.970        | Die Linke |
| 14. März 2021 | 2,5 %         | 48.210        | Die Linke |

## Mandatsträger

### Bundestagsmandate
Bei der Bundestagswahl 2021 gewann der Landesverband ein Bundestagsmandat. Alexander Ulrich vertrat den Landesverband im Bundestag. Im Oktober 2023 verließ er die Partei und gründete im Januar 2024 das „Bündnis Sahra Wagenknecht“ mit.
Bei der Bundestagswahl 2025 zogen Julia-Christina Stange und Gerhard Trabert über die Landesliste in den Bundestag ein.

### Kommunale Mandate
Bei den Kommunalwahlen 2019 in Rheinland-Pfalz errang Die Linke einen landesweiten Stimmenanteil von 3,5 %. Damit fielen der Partei 31 Kreistagsmandate und 27 Stadtratsmandate in den kreisfreien Städten zu. Insgesamt wurden 134 von 35.192 Mandaten erreicht.
Bei den Kommunalwahlen 2014 in Rheinland-Pfalz erreichte Die Linke in den Landkreisen 31 Kreistagsmandate und in den kreisfreien Städten 27 Stadtratsmandate. Insgesamt wurden 122 von 35.681 vergebenen Mandaten erreicht.